# نهر أو
نهر أو يقع في شمال غرب إسبانيا ويلغ طوله 91 كم ويصب في خليج بسكاي ، ويعتبر حاجزاً طبيعياً بين منطقتي جليقية وأشتورية ، وتتوفر في هذا النهر أسماك السلمون الصغيرة بكثرة، الأمر الذي ساعد في ازدهار صيد السلمون في النهر.